# Nomiades mars
Nomiades mars är en fjärilsart som beskrevs av Fabricius 1777. Nomiades mars ingår i släktet Nomiades och familjen juvelvingar. Inga underarter finns listade i Catalogue of Life.